# Eumecosoma dicroma
Eumecosoma dicroma är en tvåvingeart som beskrevs av Jacques-Marie-Frangile Bigot 1878. Eumecosoma dicroma ingår i släktet Eumecosoma och familjen rovflugor. Inga underarter finns listade i Catalogue of Life.